# 락토리스
락토리스(lactoris, 학명: Lactoris fernandeziana 락토리스 페르난데지아나[*])는 쥐방울덩굴과의 단형 아과인 락토리스아과(lactoris亞科, 학명: Lactoridoideae 락토리도이데아이[*])의 단형 속인 락토리스속(lactoris屬, 학명: Lactoris 락토리스[*])에 속하는 유일한 종이다.
칠레의 후안페르난데스 제도에서 가장 큰 섬인 로빈슨크루소섬의 운무림 비탈 하목층에 자생하는 관목이다.

## 이름
속명 "락토리스"는 정체가 분명하지 않은 식물의 라틴어 이름에서 유래했으며, 종소명 "페르난데지아나"는 "페르난데스의"라는 뜻으로, 이 식물이 발견된 후안페르난데스 제도를 가리킨다.

## 계통 분류
형태학적으로는 명확한 구분이 어려우나, 분자계통학적 근거에 따라 쥐방울덩굴과 내에 분류된다.
2016년 APG IV 분류 체계에서 쥐방울덩굴과에 포함었으며, 그 이전의 2009년 APG III 분류 체계, 2003년 APG II 분류 체계 및 1998년 APG 분류 체계에서는 별개의 락토리스과(Lactoridaceae)로 다루어졌다.